# 182590 Vladisvujnovic
182590 Vladisvujnovic è un asteroide della fascia principale. Scoperto nel 2001, presenta un'orbita caratterizzata da un semiasse maggiore pari a 2,7395417 au e da un'eccentricità di 0,0806555, inclinata di 1,01756° rispetto all'eclittica.
L'asteroide è dedicato all'astronomo croato Vladis Vujnovic.